# フンスリュック粘板岩

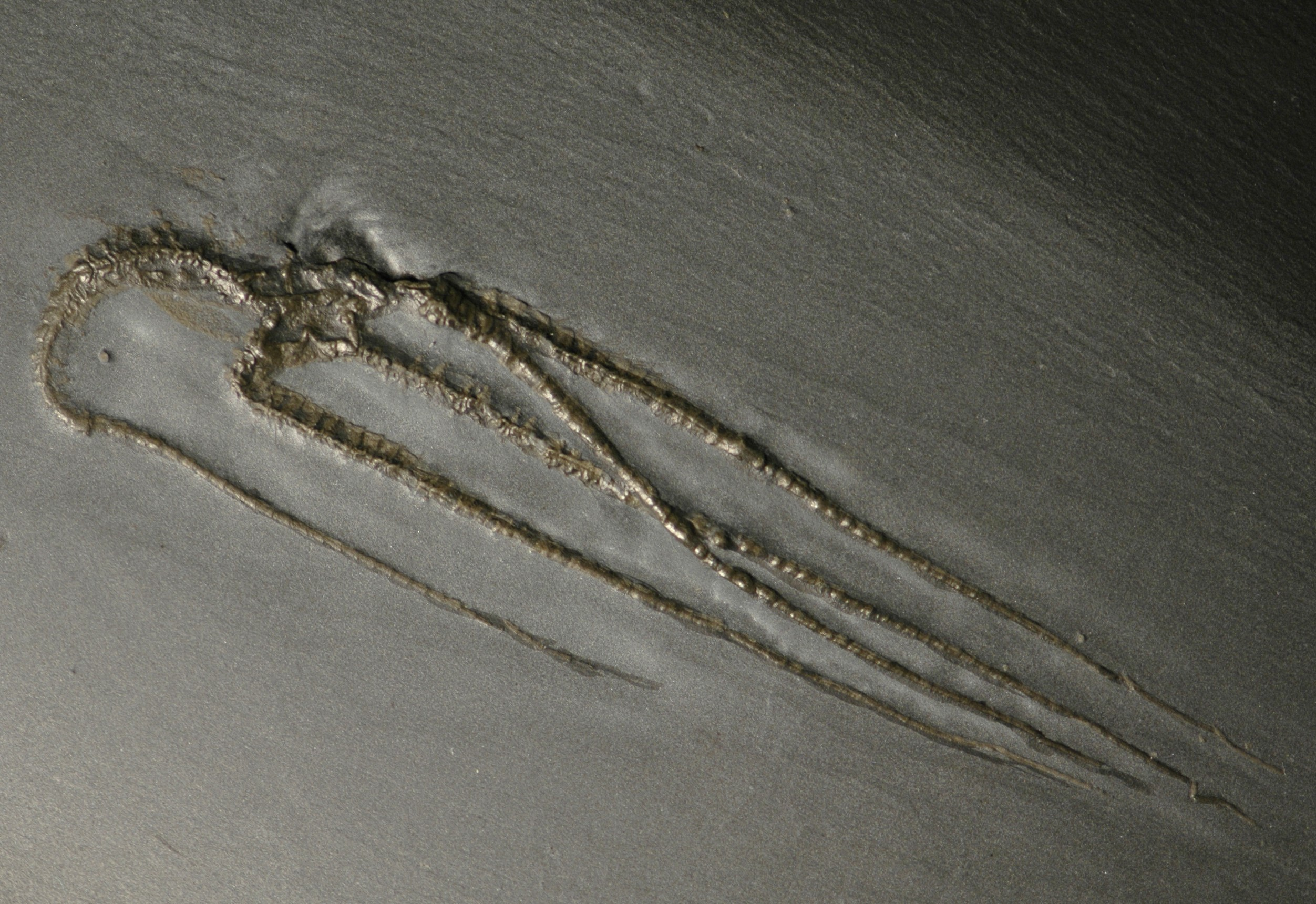
クモヒトデの一種(Furcaster paleozoicus)

フンスリュック粘板岩（フンスリュックねんばんがん、英語: Hunsrück Slate、ドイツ語: Hunsrück-Schiefer）は、ドイツのフンスリュック山地およびタウヌス山地で産出する粘板岩である。岩石にはデボン紀前期の動物化石が含まれており、世界的に有名なラーガーシュテッテの一つとして知られている。

## 地層
地層はライン山塊の南に分布している。堆積時期は4億800万年～4億年前のデボン紀前期で、当時この地域はユーラメリカ大陸南方の背弧海盆だった。

## 採掘の歴史
フンスリュック粘板岩は数世紀にわたり、主に屋根材として利用されてきた。考古学的な研究からはローマ帝国時代から利用が始まったことが分かっている。採掘の最も古い記録は14世紀にさかのぼる。産業革命後も採掘が続けられたが、1846～49年ごろに一時廃れた。
1870～71年の普仏戦争終了後、粘板岩の採掘が再開した。採掘は1960年代まで続けられたが、より安価な人工品や輸入品に押される形で徐々に採掘規模が縮小していった。1990年代ではブンデンバッハ郡の採掘坑のみが稼働していたが、1999年に廃坑となり商業向け採掘は終了した。

## 化石
フンスリュック粘板岩から化石が見つかることは古くから知られていた。最初の学術的な報告は1862年に行われ、ブンデンバッハで産出したヒトデとウミユリの化石が紹介された。

### 埋没環境
フンスリュック粘板岩から産出する化石は、通常では残らないような微細な構造も化石化している。保存状態が優れている原因は、急速な埋没の他、有機物の量の少なさや硫黄分・鉄分濃度の高さなどが上げられる。似たような条件下で形成された化石群に澄江動物群がある。

### 生物相
化石は主にカウブ、ブンデンバッハ、ゲミュンデン産の粘板岩から見つかっており、報告された種は260を超える。浅い海のサンゴ礁に生息する生物が多く、サンゴ、三葉虫、無顎類、板皮魚類、海綿、有櫛動物、腕足動物、刺胞動物、腹足類、頭足類、そして生痕化石が見つかっている。
特に重要な発見としてシンダーハンネスがあり、この化石が見つかったことでラディオドンタ類がデボン紀まで生存していたことが明らかになった。